# Parabramis pekinensis
Parabramis pekinensis är en fiskart som först beskrevs av Basilewsky, 1855.  Parabramis pekinensis ingår i släktet Parabramis och familjen karpfiskar. Inga underarter finns listade i Catalogue of Life.
Denna fiskart är en mycket populär matfisk i bl. a. Kina.